# Pachypodium rutenbergianum
Pachypodium rutenbergianum is een plantensoort uit de maagdenpalmfamilie (Apocynaceae). De plant is endemisch op het eiland Madagaskar.